# Tinoliodes benguetensis
Tinoliodes benguetensis là một loài bướm đêm thuộc phân họ Arctiinae, họ Erebidae.